# Campo Lindo
Campo Lindo é um bairro do município de Seropédica. Localizado no sudeste da cidade, forma uma mancha urbana com os bairros de Jardins e Parque Jacimar. Está às margens do Rio Guandu, que o separa do bairro Prados Verdes, já no município de Nova Iguaçu, e é separado do bairro Jardins pela Rodovia Luiz Henrique Rezende Novaes (BR-465).
Possuía cerca de 15 mil habitantes em 2010, de acordo com o IBGE, e é um bairro predominantemente residencial. Abriga a 48ª Delegacia Policial, responsável pelo município de Seropédica.
Sua ocupação recente começa no final da década de 1940, quando foram inaugurados o campus da Universidade Federal Rural do Rio de Janeiro e a modernização da Antiga Estrada Rio-São Paulo, atual BR-465.

## História
Durante o período colonial, a área ocupada pelo bairro Campo Lindo esteve sob controle ou influência da Fazenda Imperial de Santa Cruz. Os registros cartográficos existentes não permitem afirmar se a área hoje pertencente ao bairro Campo Lindo estava dentro dos domínios legais da Fazenda de Santa Cruz. Apesar disso, os mapas apontam intervenções feitas pelos jesuítas na região, como obras de abertura de canais para dragagem. Vale apontar que grande parte do atual município de Seropédica era conhecida, ainda no século XVIII, como Brejais de São João Grande. Outro mapa, já da primeira metade do século XX, mostra que parte do bairro Campo Lindo era conhecida como Brejo do Pau Falquejado.
A abertura da Antiga Estrada Rio-São Paulo, em 1928, facilitou o acesso ao território do atual bairro Campo Lindo. No entanto, as viagens por uma estrada cujas condições de tráfego ainda eram muito precárias não foram estímulo suficiente para incentivar esta ocupação. As mudanças ocorrem somente a partir de 1949, quando são feitos anúncios imobiliários do "Parque Campo Lindo", um loteamento localizado "a 15 minutos de Campo Grande". 
Na década de 1970, a Prefeitura de Itaguaí, responsável pela administração de Campo Lindo até a emancipação de Seropédica, proibiu a extração de areia no bairro. Dentre os impactos ambientais provocados pela atividade, está a formação de grandes cavas, conhecidas localmente como lagoas, e eventualmente utilizadas como ponto de lazer por parte da população. Registros de afogamentos nestas cavas não são raros nem recentes. Apesar da proibição, a extração é uma atividade econômica realizada em Campo Lindo até os dias atuais . 
Durante o período da redemocratização, Campo Lindo testemunha o surgimento de movimentos populares e associações de moradores, que demandam a implantação de serviços básicos no bairro, como escolas, postos de saúde, saneamento e transporte público. Uma proposta de emancipação do bairro foi apresentada na Câmara de Vereadores do município de Itaguaí, em 1990. Embora tal proposta não tenha sido aceita, a década de 1990 ficou marcada pela emancipação do município de Seropédica. A primeira tentativa de emancipação do então 2º distrito de Itaguaí não obteve sucesso, dentre outras razões, por conta do baixo comparecimento dos eleitores de Campo Lindo nas urnas. Nos anos seguintes, enquanto houve a expansão do movimento de emancipação de Seropédica e o fortalecimento das associações de moradores, Campo Lindo recebeu investimentos da Prefeitura de Itaguaí, como a reforma da Escola Municipal José de Abreu, inaugurada em 01 de agosto de 1979, e a construção de um posto de saúde, oficialmente localizado no bairro Jardins.
Em 13 de março de 1994 foi realizado o plebiscito que determinou a emancipação do município de Seropédica. Após o processo que durou quase um ano no Tribunal Regional Eleitoral do Rio de Janeiro a criação do novo município foi confirmada oficialmente. Em entrevista após a decisão judicial, o prefeito de Itaguaí, Benedito Amorim, afirmou que respeitaria a decisão, mas que pediu aos emancipacionistas "para que o bairro Campo Lindo ficasse de fora da separação". O prefeito se justificou dizendo que sempre teve "um carinho muito grande por aquele bairro e tinha planos para lá". 

## Geografia
Campo Lindo é um bairro com 1 444,75 hectares, onde viviam, em 2010, aproximadamente 15.573 habitantes em 4725 domicílios. Tem limites com os bairros de Jardins, INCRA, Parque Jacimar, Piranema e com o município de Nova Iguaçu. 
Possui relevo bastante plano, com a notável exceção de dois pequenos morros localizados próximos à rua José Eleotério. A altitude varia entre 3 metros, na várzea do Rio Guandu, e 41 metros, no morro cortado pela Alameda Quatro. A altitude média varia entre 10 e 20 metros.
O bairro localiza-se na margem direita do rio Guandu, que define o limite leste do bairro. No lado oeste é margeado pelo Valão dos Bois, que define seu limite com o bairro Parque Jacimar. Campo Lindo também é cortado pelo Valão do China, que atravessa o bairro. Há no bairro um grande número de lagoas, criadas artificialmente como consequência da extração de areia, especialmente na área próxima ao limite com o bairro Piranema.

### Subdivisões
Assim como em grande parte do município de Seropédica, as localidades em Campo Lindo são definidas cotidianamente de acordo com a antiga quilometragem da Estrada Rio-São Paulo. O bairro localiza-se entre os antigos quilômetros 39 e 42 da rodovia. No quilômetro 39 está a rua José Eleotério, enquanto o quilômetro 40 é marcado pela rua Rita Batista. A rua Niterói localiza-se no antigo quilômetro 41. Estas três vias tem função coletora, e interligam o interior do bairro com a Rodovia Luiz Henrique Rezende de Novaes. 

## Economia

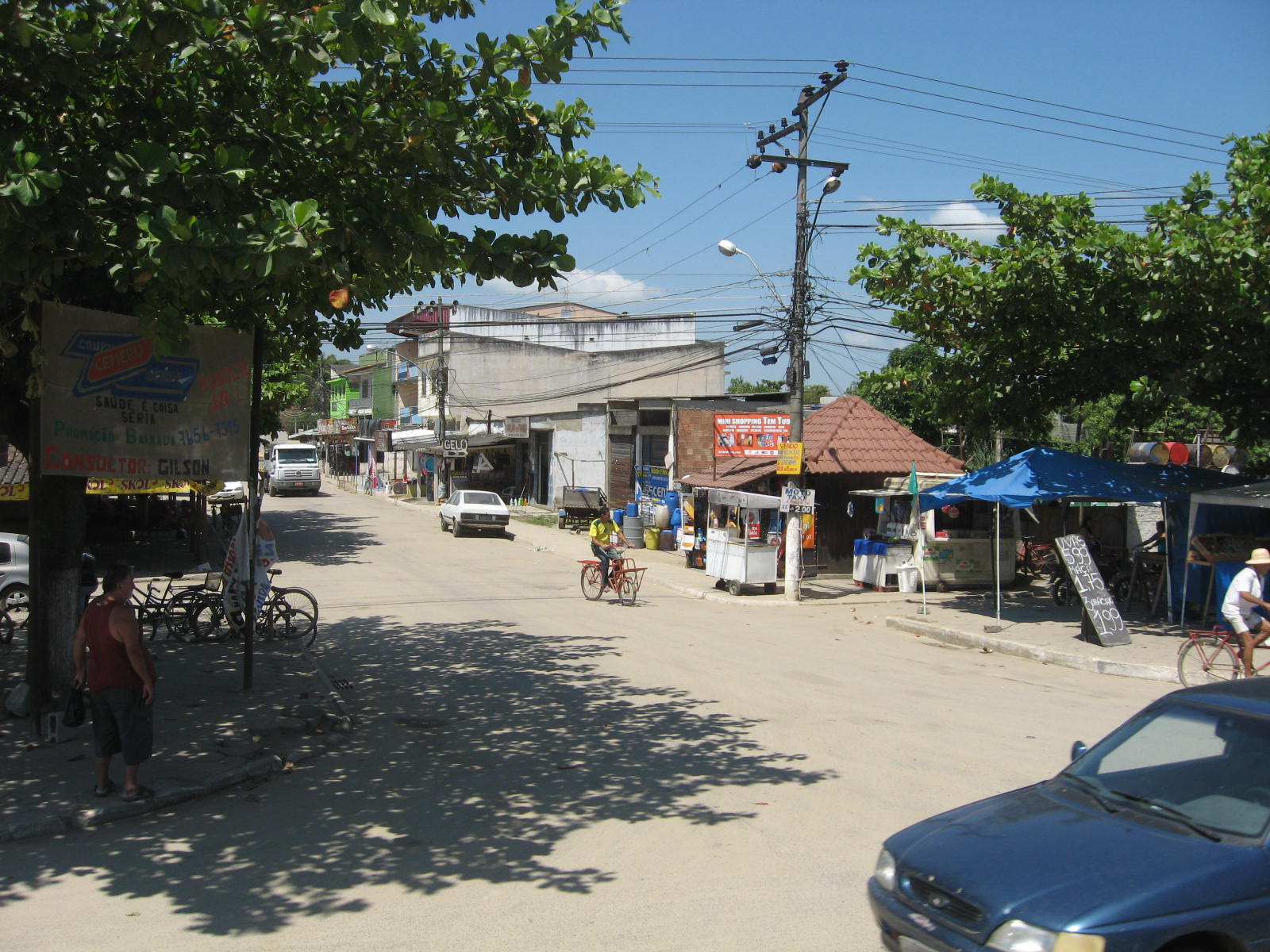
Rua Rita Batista, em Campo Lindo. É uma das principais vias comerciais do bairro.

Campo Lindo é um bairro predominantemente residencial, com baixa intensidade de atividades econômicas. Destacam-se a extração de areia e uma indústria de gases. As atividades comerciais estão concentradas na rua Rita Batista e arredores imediatos, onde os estabelecimentos formam o segundo maior centro comercial de Seropédica. No interior do bairro há estabelecimentos escassos que fornecem produtos para o dia a dia, como bares e padarias. Não há agências bancárias em Campo Lindo.

## Infraestrutura e serviços
Campo Lindo possui três unidades básicas de saúde, um Centro de Referência de Assistência Social, três creches e dez escolas, sendo duas estaduais, uma privada e sete municipais, incluída uma unidade exclusiva para crianças com deficiência. Em Campo Lindo também está localizada a 48ª Delegacia de Polícia.
O bairro é servido por transporte público através de linhas que percorrem a Rodovia Luiz Henrique Rezende Novaes e alcançam os municípios de Itaguaí, Nova Iguaçu, Mesquita, Nilópolis, São João de Meriti e Duque de Caxias. Para a capital fluminense, há linhas em direção aos bairros de Campo Grande, Coelho Neto e Centro. A linha 737P liga parte do bairro Campo Lindo a Campo Grande, percorrendo a rua José Eleotério. Esta rua também é servida pela linha 437P, que faz a ligação do município de Seropédica com Paracambi. Há serviços de transporte alternativo, operado por kombis, que partem das ruas José Eleotério e Rita Batista em direção ao bairro Santa Sofia.
Campo Lindo não possui equipamentos culturais, e as atividades de lazer da população ocorrem nas praças e campos de futebol. É comum que haja festas e eventos na Praça do Km 40, na confluência da Rua Rita Batista com a Rodovia Luiz Henrique Rezende de Moraes, especialmente em datas como o Carnaval.
Na região do bairro conhecida como quilômetro 39 estão instaladas algumas comunidades terapêuticas para tratamento de dependentes químicos operadas por grupos cristãos protestantes. A primeira delas, o Desafio Jovem Ebenezer, foi inaugurada em 1989. Outras instituições foram instaladas ao longo dos anos, como o Instituto Efraim, inaugurado em 2012. 